# Jakowlewskij (obwód kurski)
Jakowlewskij (ros. Яковлевский) – chutor w zachodniej Rosji, w sielsowiecie wierchniechotiemlskim rejonu fatieżskiego w obwodzie kurskim.

## Geografia
Miejscowość położona jest nad ruczajem Umskij w dorzeczu Usoży, 2,5 km od centrum administracyjnego sielsowietu (Wierchnij Chotieml), 10 km na południowy wschód od centrum administracyjnego rejonu (Fatież), 34,5 km na północny zachód od Kurska, przy drodze magistralnej (federalnego znaczenia) M2 «Krym» (część trasy europejskiej E105).
W chutorze znajduje się 8 posesji.
Klimat
Miejscowość, jak i cały rejon, znajduje się w strefie klimatu kontynentalnego z łagodnym ciepłym latem i równomiernie rozłożonymi opadami rocznymi (Dfb w klasyfikacji klimatów Köppena).

## Demografia
W 2010 r. chutor zamieszkiwało 13 osób.